# بومباي اسلكي
بومباي اسلكي (بالإنجليزية: Bombay Talkie)‏ هو فيلم أُنتِج عام 1970 من قبل شركة ميرشانت آيفوري للإنتاج، وكتب السيناريو له روث براور جابفالا وجيمس أيفوري.

## الحبكة
لوسيا لين هي مؤلفة بريطانية تقوم بالبحث في صناعة الأفلام في بوليوود. تقع في الحب وتقيم علاقة غرامية مع فيكرام، وهو ممثل بوليوود الشهير. تصبح القصة معقدة بسبب حقيقة أن فيكرام متزوج، وصديقه هاري يحب لوسيا.

## الممثلون
- شاشي كابور في دور فيكرام
- جينيفر كيندال في دور لوسيا
- ضياء محي الدين في دور هاري
- أبارنا سين في دور مالا
- أوتبال دوت في دور بوس
- فلورنس حزقيال (ناديرا) في دور أنجانا ديفي
- بينشو كابور في دور سواميجي
- هيلين في دور البطلة في فيلم غولد
- أوشا آير في دور مغنية الكباريه
- روبي مايرز في دور جوبال ما
- براياج راج كمخرج
- جلال آغا في دور الشاب
- أنور علي في شبابه
- موهان نادكارني في دور الشاب
- سوخديف كرجل في البار[2]

## الموسيقى التصويرية
| رقم | عنوان الاغنية                    | المغني(ون)             |
| --- | -------------------------------- | ---------------------- |
| 1   | "الأوقات الجيدة والأوقات السيئة" | أوشا أوثوب             |
| 2   | "يوم عيد الحب"                   | أوشا أوثوب             |
| 3   | "توم ميري بيار كي"               | محمد رفيع              |
| 4   | "آلة كاتبة"                      | كيشور كومار، آشا بهوسل |

## المعلومات العامة
استُخدمت أغنية الفيلم "آلة كاتبة، نصيحة، نصيحة" (موسيقى: شانكار-جايكيشان، كلمات: هاسرات جايبوري) وموضوع شارة البداية في فيلم ويس أندرسون شركة دارجيلنغ المحدودة وفي برنامج جيف لويدز هوم تايم.
لعب أميتاب باتشان دورًا صغيرًا في الفيلم. اعترف الممثل في مقابلة أن شاشي كابور وبخه لقيامه بالدور لأنه توقع إمكانات أكبر في باتشان.

## روابط خارجية
- بومباي اسلكي على موقع IMDb (الإنجليزية)
- بومباي اسلكي على موقع روتن توميتوز (الإنجليزية)
- بومباي اسلكي على موقع أول موفي (الإنجليزية)
- بومباي اسلكي على موقع فيلمافينيتي (الإسبانية)
- بومباي اسلكي على موقع قاعدة بيانات الأفلام السويدية (السويدية)
- بومباي اسلكي على موقع قاعدة بيانات الفيلم (الإنجليزية)
- بومباي اسلكي على موقع ليتربوكسد (الإنجليزية)
- بومباي اسلكي على موقع كينوبويسك (الروسية)